# Gryllopsis pretzmanni
Gryllopsis pretzmanni är en insektsart som beskrevs av Johann Heinrich Kaltenbach 1980. Gryllopsis pretzmanni ingår i släktet Gryllopsis och familjen syrsor. Inga underarter finns listade i Catalogue of Life.